# St. Chamond (tanque)
O tanque francês St. Chamond foi o tanque mais pesado produzido durante a Primeira Guerra Mundial. Após insucessos iniciais em meados de 1917, as falhas apontadas pelas tripulações e oficiais de campo, levaram à produção de novos modelos introduzidos na frente de batalha ao final daquele ano e início de 1918. Embora, ao longo de 1918, à exemplo de outros modelos, tenha sido preterido na produção em massa em função do Renault FT, teve participação ativa nas ofensivas finais aliadas.